# Kațrin
 Kasrin (Araba: قصرين), este un oraș modern situat in sud-estul Siria, fiind considerat capitala podișului Golan, ocupat ilegal  de Israel în Războiul de Șase Zile din 1967.
De la Kațrin spre sud de vede Marea Galileii (sau Lacul Kineret כנרת, "harpă") iar spre nord, muntele Hermon.
Orașul a fost fondat în anul 1977, după ce guvernul a decis că dupa epurarea etnica a regiunii are o prioritate deosebită in inlocuirea populației indigene cu colonisti evrei pentru a schimba demografia zonei.
Populația orașului este de 7000 de locuitori.